# Selaginella neblinae
Selaginella neblinae är en mosslummerväxtart som beskrevs av Alan Reid Smith. Selaginella neblinae ingår i släktet mosslumrar, och familjen mosslummerväxter. Inga underarter finns listade i Catalogue of Life.